# Kismet (program)
Kismet – program komputerowy pozwalający na pasywne wykrywanie bezprzewodowych sieci lokalnych. Umożliwia sniffing i posiada pewne cechy systemu IDS dla sieci 802.11. Kismet działa z dowolnymi kartami Wi-Fi obsługującymi tryb promiscuous. Kismet pozwala na przechwytywanie ramek warstwy drugiej 802.11b, 802.11a oraz 802.11g. Program działa pod kontrolą systemów operacyjnych takich jak Linux, FreeBSD, NetBSD, OpenBSD i Mac OS X. Klient może pracować w systemie Windows, ale w tym przypadku jedynym źródłem pakietów może być drone.

## Możliwości
Kismet, w przeciwieństwie do wielu innych programów wykrywających sieci bezprzewodowe, działa pasywnie. To znaczy, że nie wysyła on żadnych pakietów (które mogłyby zostać wykryte). Kismet potrafi wykryć zarówno punkty dostępowe, jak i klientów oraz powiązania między nimi.
Kismet zawiera również prosty system IDS, który potrafi m.in. wykrywać aktywne próby wyszukiwania sieci bezprzewodowych (prowadzone np. przez NetStumbler) oraz różne rodzaje ataków na sieci bezprzewodowe.
Kismet potrafi zapisywać przechwycone pakiety w formacie programów Wireshark/Tcpdump lub Airsnort.
Aby znaleźć jak najwięcej sieci bezprzewodowych, Kismet używa techniki „przeskoków kanałów” (ang. channelhopping), czyli nie stosuje prostej sekwencji zmian kanałów, jak np. sekwencja 1-2-3-4-5-6-7-8-9-10-11-12-13-14, ale sekwencję, która pozwala przeskakiwać przez kolejne odległe od siebie kanały (np. 1-6-11-2-7-12-3-8-13-4-9-14-5-10). Ze względu na nakładanie się niektórych kanałów na inne, tą metodą można lepiej pokryć pasmo częstotliwości i tym samym przechwycić więcej pakietów.

## Infrastruktura klient/serwer
Kismet składa się z trzech oddzielnych części:
- Drone – może być używany do zbierania pakietów i wysyłania ich do serwera.
- Serwer – interpretuje pakiety, deszyfruje je, generuje statystyki i zapisuje pakiety i logi w plikach. Serwer może być używany wraz z wieloma drone.
- Klient – komunikuje się z serwerem i wyświetla informacje zebrane przez serwer.